# Poniżej krytyki
Poniżej krytyki – drugi album zespołu Papa Dance nagrany pod koniec 1986 roku. Znajduje się na nim dziesięć utworów, oraz, po raz pierwszy w Polsce – program (quiz o zespole) przeznaczony dla komputerów ZX Spectrum. W kwietniu 2008 roku album został wydany na CD.

## Lista utworów
1. In flagranti
2. Frankie czy ci nie żal
3. Naj story
4. Bez dopingu
5. O-la-la
6. Wit boy
7. Historyjka z talii kart
8. Kryształek nocnej opowieści
9. Maxi singiel
10. Ocean wspomnień[5]

## Twórcy
- Adam Patoh (Sławomir Wesołowski, Mariusz Zabrodzki) – producenci muzyczni, kompozytorzy
- Leszek Sokół – okładka
- Kostek Yoriadis, Mariusz Zabrodzki - aranżacja, instrumenty klawiszowe, programowanie, drums, vocal
- Kostek Yoriadis – vocal, współkompozytor "Naj Story"
- Paweł Stasiak – vocal
- Andrzej Ziełiński – instrumenty klawiszowe